# Sauk Centre (Minnesota)
Sauk Centre – miasto w Stanach Zjednoczonych, w stanie Minnesota, w hrabstwie Stearns.